# 페넬로피 서드로우
페넬로피 서드로우(Penelope Sudrow, 1966년 1월 1일 ~ )는 미국의 배우, 텔레비전 배우, 성우, 영화배우이다.
로스앤젤레스에서 태어났다.

## 영화
- 믿을 수 없는 밤 (1992년)
- 죽음의 탈출 (1987년)
- 나이트메어 3 - 꿈의 전사 (1987년) - 제니퍼 콜필드 역
- 불같은 열정 (1986년)